# Rami Shaaban
Rami Shaaban, född 30 juni 1975 i Solna församling, är en före detta fotbollsmålvakt av egyptisk och finsk härkomst. Shaaban har både svenskt och egyptiskt medborgarskap. Karriären som fotbollsmålvakt avslutades 2012.

## Fotbollskarriär

### I klubblag
Rami Shaaban började spela fotboll som femåring i Fisksätra utanför Stockholm. Han fortsatte i Järla IF från han var tio år och blev kvar i klubben i sex år. Därefter gick han till Nacka FF men hamnade i Saltsjöbadens IF eftersom han inte tog en ordinarie plats. Han nådde division 3 med Saltsjöbadens IF innan han flyttade till sin pappas hemland Egypten. Shaaban skulle egentligen studera ekonomi, men satsade istället på fotbollen. Han spelade bland annat för Zamalek där hans farfar var klubbpresident. Sedan fick han ett samtal från Nacka FF:s tränare Sören Åkeby som övertalade Rami Shaaban att komma tillbaka till Sverige. I Nacka FF gick det så bra att han fick flera allsvenska erbjudanden. Återigen gick han till en klubb där Sören Åkeby var tränare, Djurgårdens IF. Säsongen 2000 stod Rami Shaaban 29 av 30 matcher i Superettan och Djurgården gick upp i Allsvenskan. 
Han fick spela tre av de första matcherna i Allsvenskan 2001, men när Juventus-förvärvet Andreas Isaksson blev spelklar hölls Shaaban utanför laget. Shaaban gjorde ett kortare gästspel i Värtans IK, för att få matchträning i division 2-laget. När Isaksson kom tillbaka från landslagsuppdrag i VM 2002, hade han tappat formen. Shaaban tog över målvaktsposten i Djurgården och gjorde flera stormatcher.
Den 29 augusti 2002 värvades han av Arsenal FC och blev klubbkamrat med Fredrik Ljungberg.  Shaaban tog chansen då Arsenals och Englands förstemålvakt David Seaman skadades; och fick starta två gruppspelsmatcher i UEFA Champions League. Shaaban debuterade i Arsenal från start den 12 november 2002 i hemmamötet mot PSV Eindhoven, och höll nollan i matchen som slutade mållöst. Shaaban startade även på Roms Olympiastadion mot AS Roma, där Arsenal vann med 3-1. Shaaban fick också starta tre matcher i Premier League. 16 november 2002 höll Shaaban nollan i 3-0 segern mot Tottenham Hotspur på Highbury. Shaaban stod också i matchen mot Aston Villa i 3-1 segern på Villa Park. Hans sista ligamatch i Arsenal från start, var mot Manchester United på Old Trafford 7 december 2002 då Arsenal förlorade med 0-2. Shaaban fick avbryta matchen strax innan halvlek då han oturligt sträckte låret efter en inspark.
På julafton 2002 bröt Shaaban benet på en träning och blev borta från spel i ett år. Efter skadan lyckades han inte få mer speltid i Arsenal. Shaaban blev utlånad till West Ham en månad i början av 2004 men fick där ingen speltid. När kontraktet gick ut med Arsenal var Shaaban utan klubb i åtta månader, innan han i februari 2005 skrev ett korttidskontrakt med Brighton, där han spelade sex matcher i Championship. Han debuterade mot Sunderland den 19 februari 2005 i 2-1-segern. Han höll sedan nollan i hans andra start i matchen mot Millwall som Brighton vann med 1-0, men efter fyra förluster och tolv insläppta mål valde Brighton att inte förlänga Shaabans kontrakt.  
I december 2005 skrev Shaaban på ett treårskontrakt för norska laget Fredrikstad FK. Han kostade inget i övergångssumma, men hade gått länge utan klubb och bara gjort sex matcher på tre år. Den första säsongen med norska klubben avslutades med ett cupguld den 12 november 2006 mot Sandefjord.  Shaaban fick priset för Årets målvakt två år i rad, 2006 och 2007.
I februari 2008 blev det officiellt att Shaaban skrivit på ett femårskontrakt för Hammarby, som köpte loss honom från den sista säsongen med Fredrikstad. Den 2 juli 2008 skadade Shaaban knät. Skadan skedde i den 26:e minuten av bortamatchen mot Halmstad. Han rusade ut, rensade undan bollen och när han landade fastnade han med dobbarna i gräset och det högra knät vek sig. Shaaban missade resten av säsongen och tiden som följde i Hammarby präglades av skador, och hans sista match för klubben blev ett inhopp den 12 september 2011 i Superettan mot GIF Sundsvall. Den 17 januari 2012 blev det officiellt att Rami Shaabans spelarkarriär var över.

### I landslaget
Shaaban blev uttagen i den svenska truppen till VM 2006. Han spelade sin första landskamp på Ullevi mot Finland den 25 maj 2006. Shaaban fick starta och spelade hela öppningsmatchen i Dortmund mot Trinidad och Tobago som blev mållös, sedan Andreas Isaksson drabbades av en hjärnskakning dagarna innan match. 
Efter mästerskapet hade Isaksson skadebekymmer, och Shaaban startade i fyra raka EM-kvalmatcher hösten 2006 (mot Lettland, Liechtenstein, Spanien och Island) som alla blev segrar. Shaabans 16:e och sista landskamp blev en halvlek i träningslandskampen mot Ukraina på Råsunda den 1 juni 2008. Shaaban var med i Sveriges trupp i EM 2008 men fick där ingen speltid.

## Meriter
- 16 A-landskamper för Sverige
- VM 2006-spelare (med speltid i öppningsmatchen mot Trinidad och Tobago)
- EM 2008-spelare (utan speltid)
- SM-guld och Cupguld 2002 med Djurgården (1 av 7 matcher i cupen och 6 av 26 matcher i allsvenskan)
- Champions League hösten 2002 med Arsenal
- Norsk cupmästare 2006 med Fredrikstad FK
- Utmärkelsen Årets målvakt vid Fotbollsgalan (2 gånger): 2006 och 2007

## Seriematcher
| Klubb                     | Säsong         | Liga                           | Liga    | Liga | Nationell cup | Nationell cup | Europaspel | Europaspel | Totalt  | Totalt |
| Klubb                     | Säsong         | Division                       | Matcher | Mål  | Matcher       | Mål           | Matcher    | Mål        | Matcher | Mål    |
| ------------------------- | -------------- | ------------------------------ | ------- | ---- | ------------- | ------------- | ---------- | ---------- | ------- | ------ |
| Saltsjöbadens IF          | 1994           | Division 4 Stockholm Mellersta | 26      | 0    | ?             | ?             | -          | -          | 26      | 0      |
| Saltsjöbadens IF          | 1995           | Division 4 Stockholm Mellersta | 13      | 0    | ?             | ?             | -          | -          | 13      | 0      |
| Saltsjöbadens IF          | Totalt         | Totalt                         | 39      | 0    | ?             | ?             | -          | -          | 39      | 0      |
| Al-Zamalek                | 1995/1996      | Egyptiska Premier League       | 4       | 0    | ?             | ?             | -          | -          | 4       | 0      |
| Al-Zamalek                | Totalt         | Totalt                         | 4       | 0    | ?             | ?             | -          | -          | 4       | 0      |
| Thadosman                 | 1996/1997      | Egyptiska Premier League       | 5       | 0    | ?             | ?             | -          | -          | 5       | 0      |
| Thadosman                 | Totalt         | Totalt                         | 5       | 0    | ?             | ?             | -          | -          | 5       | 0      |
| Nacka FF                  | 1997           | Division 1 Norra               | 2       | 0    | ?             | ?             | -          | -          | 2       | 0      |
| Nacka FF                  | 1998           | Division 1 Norra               | 20      | 0    | ?             | ?             | -          | -          | 20      | 0      |
| Nacka FF                  | 1999           | Division 1 Norra               | 26      | 0    | ?             | ?             | -          | -          | 26      | 0      |
| Nacka FF                  | Totalt         | Totalt                         | 48      | 0    | ?             | ?             | -          | -          | 48      | 0      |
| Djurgårdens IF            | 2000           | Superettan                     | 29      | 0    | 1             | 0             | -          | -          | 30      | 0      |
| Djurgårdens IF            | 2001           | Allsvenskan                    | 5       | 0    | 1             | 0             | -          | -          | 6       | 0      |
| Djurgårdens IF            | 2002           | Allsvenskan                    | 6       | 0    | 1             | 0             | 0          | 0          | 7       | 0      |
| Djurgårdens IF            | Totalt         | Totalt                         | 40      | 0    | 3             | 0             | 0          | 0          | 43      | 0      |
| Värtans IK (lån)          | 2001           | Division 2 Västra Svealand     | 2       | 0    | ?             | ?             | -          | -          | 2       | 0      |
| Värtans IK (lån)          | Totalt         | Totalt                         | 2       | 0    | ?             | ?             | -          | -          | 2       | 0      |
| Arsenal FC                | 2002/2003      | Premier League                 | 3       | 0    | 0             | 0             | 2          | 0          | 5       | 0      |
| Arsenal FC                | 2003/2004      | Premier League                 | 0       | 0    | 0             | 0             | 0          | 0          | 0       | 0      |
| Arsenal FC                | Totalt         | Totalt                         | 3       | 0    | 0             | 0             | 2          | 0          | 5       | 0      |
| West Ham United FC (lån)  | 2003/2004      | Championship                   | 0       | 0    | 0             | 0             | -          | -          | 0       | 0      |
| West Ham United FC (lån)  | Totalt         | Totalt                         | 0       | 0    | 0             | 0             | -          | -          | 0       | 0      |
| Brighton & Hove Albion FC | 2004/2005      | Championship                   | 6       | 0    | 0             | 0             | -          | -          | 6       | 0      |
| Brighton & Hove Albion FC | Totalt         | Totalt                         | 6       | 0    | 0             | 0             | -          | -          | 6       | 0      |
| Fredrikstad FK            | 2006           | Tippeligaen                    | 20      | 0    | 2             | 0             | -          | -          | 22      | 0      |
| Fredrikstad FK            | 2007           | Tippeligaen                    | 23      | 0    | 0             | 0             | 2          | 0          | 25      | 0      |
| Fredrikstad FK            | Totalt         | Totalt                         | 43      | 0    | 2             | 0             | 2          | 0          | 47      | 0      |
| Hammarby IF               | 2008           | Allsvenskan                    | 8       | 0    | 0             | 0             | -          | -          | 8       | 0      |
| Hammarby IF               | 2009           | Allsvenskan                    | 13      | 0    | 1             | 0             | -          | -          | 14      | 0      |
| Hammarby IF               | 2010           | Superettan                     | 4       | 0    | 0             | 0             | -          | -          | 4       | 0      |
| Hammarby IF               | 2011           | Superettan                     | 1       | 0    | 0             | 0             | -          | -          | 1       | 0      |
| Hammarby IF               | Totalt         | Totalt                         | 26      | 0    | 1             | 0             | -          | -          | 27      | 0      |
| Hela karriären            | Hela karriären | Hela karriären                 | 216     | 0    | 6             | 0             | 2          | 0          | 226     | 0      |

## Expertkommentator
Efter den aktiva karriären övergick Shaaban till TV-mediet där han fungerade som expertkommentator vid Eurosport 2:s sändningar från tyska Bundesliga, ofta i par med Micke Bergwall. Han var även målvaktstränare, egen företagare, och startade företaget Rami Fresh som importör och odlare av frukt och grönsaker.